# Rias
Rias je obalni zaliv, ki je nastal z delno potopitvijo nekdanje ledeniške rečne doline. Rias ima značilno dendritično ali drevesasto obliko, čeprav je lahko tudi raven in brez pomembnih krakov. Potopitev rečnih dolin vzdolž delov obale in oblikovanje riasov daje zelo nepravilno in razčlenjeno obalo. Pogosti so otoki, ki so bivši vrhovi delno potopljenih hribov. 
Riasna obala je obala, ki ima lahko več vzporednih riasov, ločenih z velikimi grebeni, ki segajo v notranjost. Sprememba gladine morja, ki je povzročila potopitev rečne doline je lahko evstatična (globalen dvig morske gladine) ali izostatična (kjer so lokalni, tektonski ponori zemljišč). Rezultat je pogosto zelo velik estuarij ob ustju relativno nepomembne reke (ali pa sedimenti hitro zapolnijo rias). Estuarij Kingsbridge v Devonu v Angliji je ekstremni primer riasa, ki je oblikoval izliv nesorazmeren z velikostjo reke; v estuarij teče nepomembna reka oziroma le nekaj manjših potokov.

## Etimologija
Beseda rias prihaja iz portugalščine ria ali galicijščine rra, ki je povezana s špansko in galicijsko rro in portugalskim rio (reka). Riasi so prisotni po celotni obali Galicije v Španiji. Kot prvotno definirani, je bil izraz omejen na utonili rečnih dolin reši vzporedno strukturo skali države, ki je pod pravim kotom na obali. Vendar pa je bila opredelitev riasa kasneje razširjena na druge poplavljene rečne doline glede na strukturo kamnine.
Za določen čas so evropski geomorfologi  menili da rias vključuje vse široke delte rečnih ustij, vključno a fjordi. V 21. stoletju pa so za najprimernejšo uporabo izraza rias, geologi in geomorfologi določili, da se nanaša izključno na potopljene ne ledeniške rečne doline. To torej izključuje fjorde po definiciji, saj so fjordi rezultat poledenitve.

## Primeri

### Evropa
- Portugalska: država nima pravih riasov: Ria de Aveiro v Aveiru in Ria Formosa v vzhodnem delu Algarve[5] so lagune.
- Atlantska oblala Španije
  - Galicija:
    - Rias Baixas sestavljajo rias Vigo, Pontevedra, Arousa, Muros in Noia, Corcubion, Cee in Aldán.
    - Rias Altas, najesevernejši del Costa de Marisco, sestavljajo rias Coruña, Ares in Betanzos, rias Cedeira, O Barqueiro, Ferrol, Ortigueira, Viveiro, Foz in Ribadeo.

  - Asturija: rias Avilés, Ribadeo, Navia, Villaviciosa, Ribadesella, Llanes, Tina Mayor.

- - Kantabrija: rias Tina Mayor, Tina Menor, San Vicente de la Barquera, la Rabia, San Martín de la Arena, Mogro, Solía, Carmen, Boo, in drugi.
  - Baskija: estuarij Bilbao, ustje rek Nervión, Ibaizabal in Cadagua.
  - Andaluzija: rias Carreras, Huelva pri ustju rek Odiel in Tinto.
- Bretanja: riasi v severni Bretanji se imenujejo abers; Aber Wrac'h (48°35′59″N 4°32′58″W / 48.599807°N 4.549376°W), Aber Benoît (48°33′46″N 4°34′48″W / 48.562747°N 4.579905°W), Aber Ildut (48°28′22″N 4°44′59″W / 48.472649°N 4.749602°W).
- Irska: Lough Swilly leži na severu Irske na polotoku Inishowen in je primer irskega riasa.
- Wales: Milford Haven v Pembrokeshireu je riaa. Druga sta še na rekah Towy in Loughor.
- Anglija: južna obala Anglije je potopljena obala ki ima mnogo riasov, med njimi pristanišča Portsmouth, Langstone, Chichester, itd. In estuarije rek Exe, Teign in Dart itd. Podobni so tudi na severni obali.
- Hrvaška:  Limski kanal, zaliv Raša, Ombla (Rijeka Dubrovačka), Šibeniški zaliv (Krka)
- Črna gora: Boka Kotorska
- Italija: Fiordo di Furore na Amalfijski obali je kljub imenu rias.
- Malta: Grand Harbour in pristanišče Marsamxett

### Africa
- Kenija: pristanišče Kilindini, katerega globok kanal med otokom Mombasa in južno celinsko obalo, je rias.

### Azija
- Obala Sanriku: severna Japonska, vzhodna obala otoka Honšu. Mesto Sendai, tudi v prefekturah Miyagi in Iwate.
- Zahodna obala, južna stran Korejskega polotoka: Riasi so nastali zaradi dviga morske gladine po končani ledeni dobi.

### Oceanija
- Papuanska Nova Gvineja: Riasi so nastali zaradi erozije vulkanske lave in so okoli mesta Tufi na Cape Nelson, provinca Oro.
- Avstralija: vzhodna obala ima več riasov okoli Sydneya, več primerov je v Zahodni Avstraliji okoli Pertha in več rek v regiji Kimberley.
- Nova Zelandija: Riasi raznih velikosti so vzhodni strani Severnega otoka. Na zahodni strani jih je manj a so večji; pristanišče Kaiparaje največji, Hokianga bolj severno je zgodovinsko pomemben za Maore. Marlborough Sounds na severu Južnega otoka oblikuje veliko mrežo riasov.

### Severna Amerika
- Združene države Amerike: zalivi in pristanišča Narragansett, New York, Delaware, reka Indian, Chesapeake in Charleston so riasi na vzhodni obali. Willapa Bay in pristanišče Grays v državi Washington in zaliv San Francisca v Kaliforniji na zahodni obali so tudi riasi.
- Kanada: pristanišče Charlottetown, Prince Edward Island

### Južna Amerika
- Argentina: Patagonija ima rias reke Deseado na obali province Santa Cruz, ob Atlantskem oceanu.

## Posledice
Rias lahko ojača učinke cunamija, kar je razvidno iz seizmičnosti na obali Sanriku, nazadnje leta 2011 v potresu in cunamiju Tōhoku.